# 小月航空基地

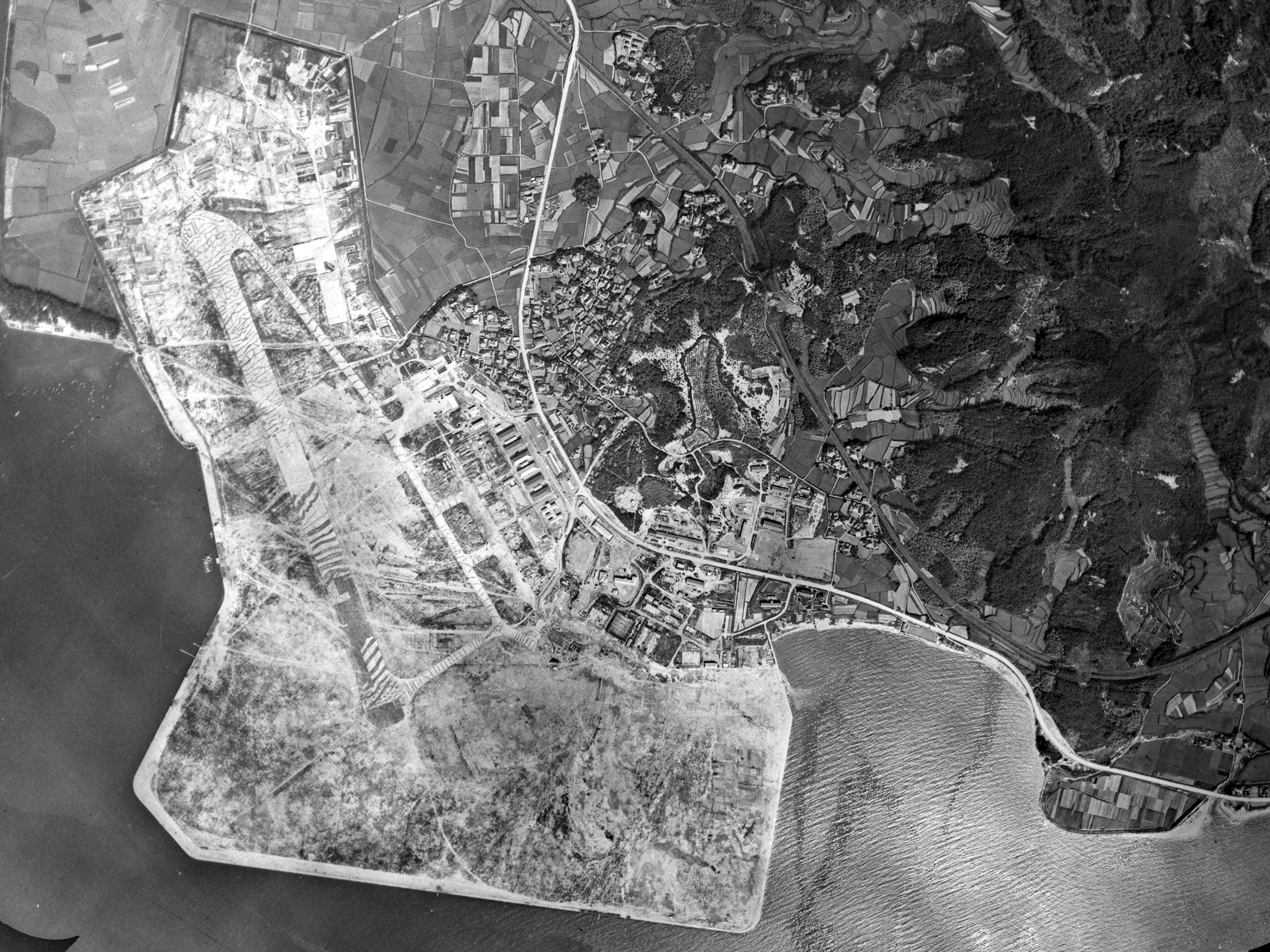
下関飛行場（現・小月飛行場・1947年）

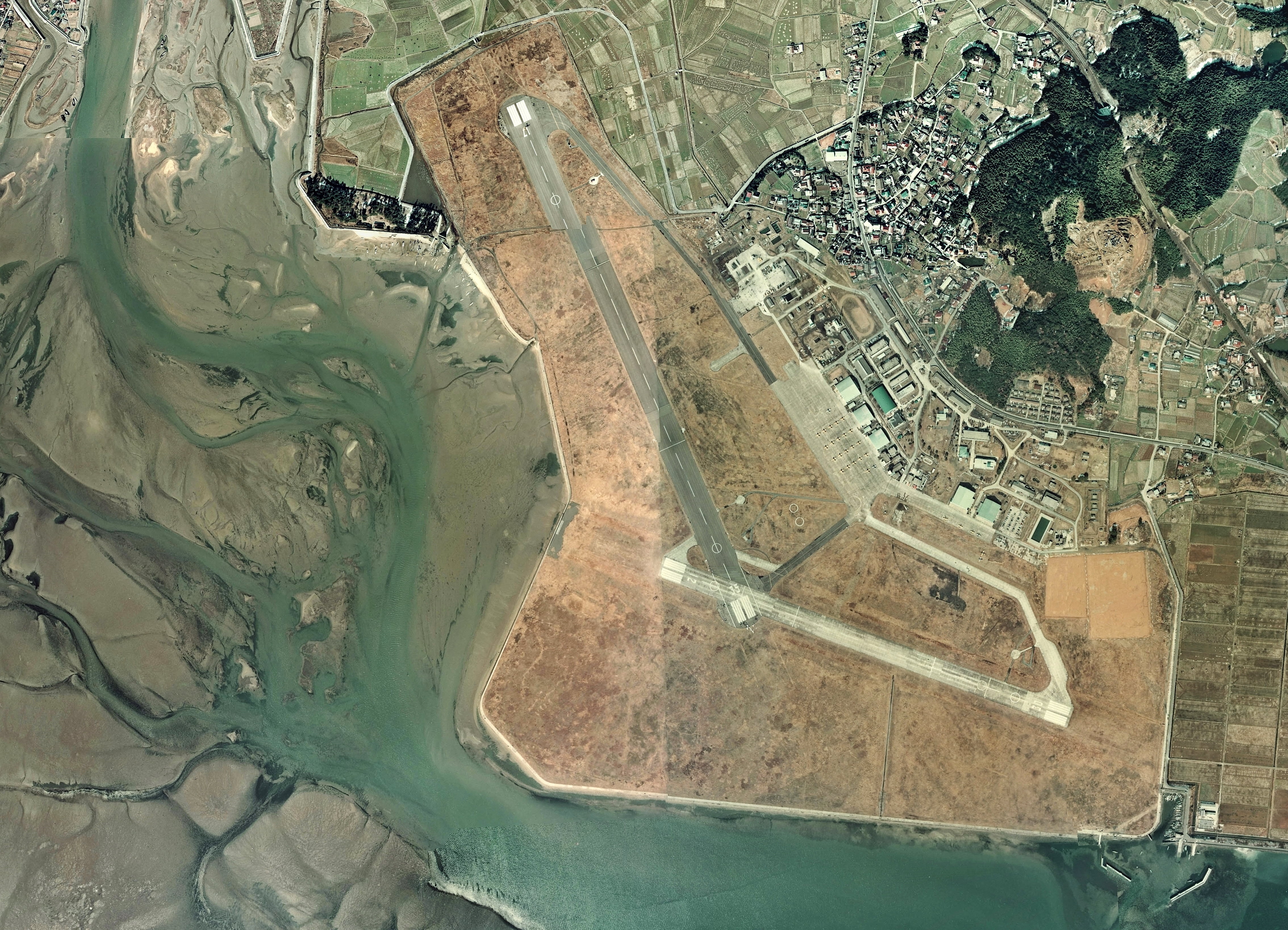
小月航空基地付近の空中写真。（1974年撮影）

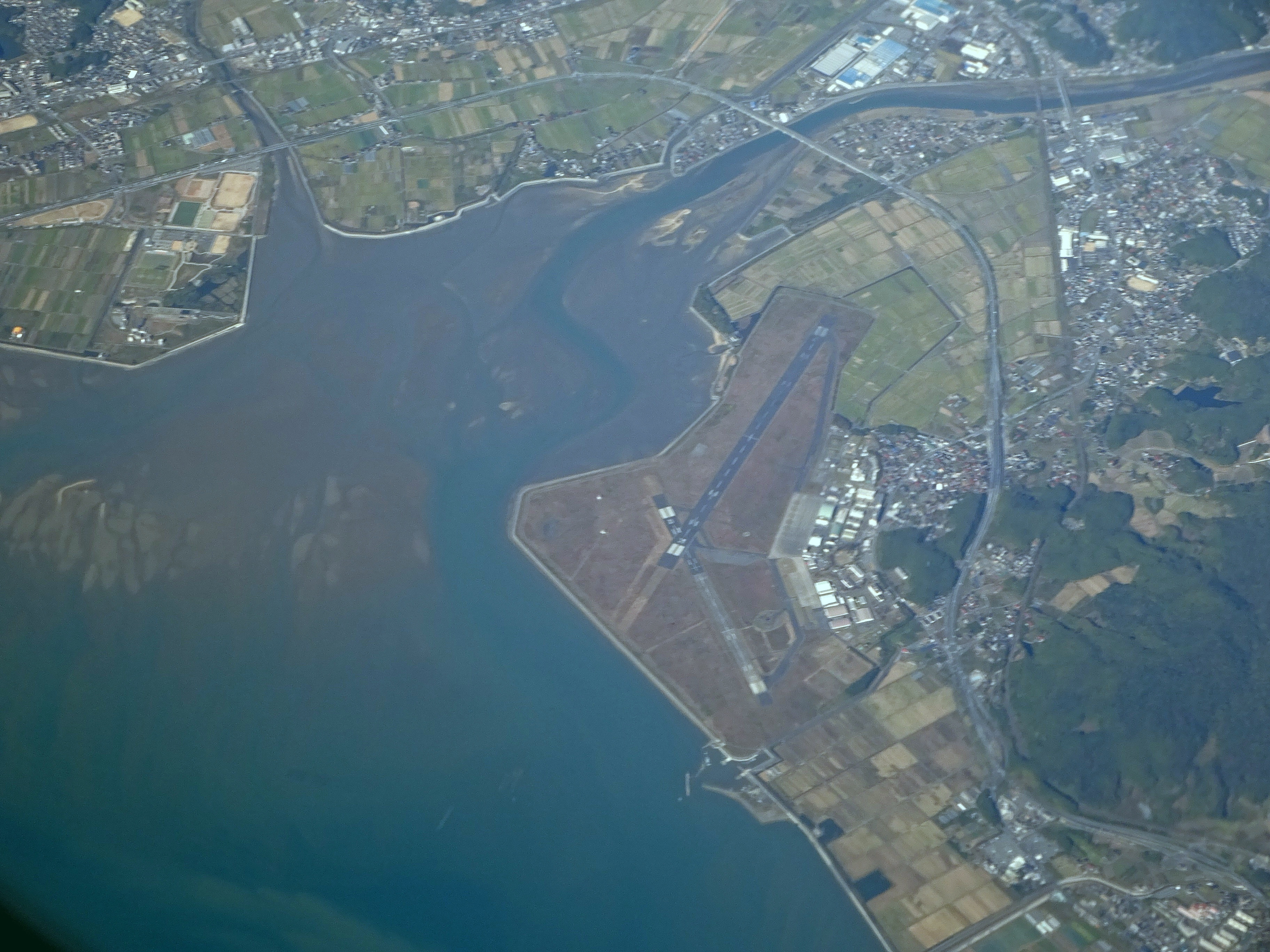
小月航空基地を空撮（2021年撮影）

小月航空基地（おづきこうくうきち、JMSDF Ozuki Air Base）は、山口県下関市松屋本町3-2-1に所在する、海上自衛隊の飛行場である。海上自衛隊の全航空機搭乗員の基礎教育を行う小月教育航空群が置かれている。また海上保安庁及び陸上自衛隊の委託を受けているため、少数の海上保安官及び陸上自衛官（固定翼要員）も在籍している。当基地の基礎課程修了者は、徳島航空基地の計器飛行課程、鹿屋航空基地の回転翼基礎課程又は下総航空基地の戦術航空士課程へと進む。
航空基地周辺の水域は「小月泊地」と呼ばれており、海上自衛隊の艦船やUS-2飛行艇の停泊・離着水区域になっている。
2008年3月末の海上自衛隊部隊改編に伴い小月救難飛行隊は廃止され、小月航空基地の救難任務は航空自衛隊芦屋基地の芦屋救難隊が兼務する。

## 沿革
戦前
- 1937年（昭和12年）6月 - 逓信省の下関飛行場として着工[2]。
- 1940年（昭和15年）
  - 3月 - 逓信省所管「下関飛行場」竣工[2]。
  - 4月 - 帝国陸軍に移管され下関陸軍飛行場に改称。大刀洗陸軍飛行場より飛行第4戦隊が移駐[2]。
- 1941年（昭和16年） - 小月飛行場と呼称されるようになる[2]。
- 1942年（昭和17年）
  - 4月 - 第4戦隊は二式複座戦闘機「屠龍」に機種改編[2]。
  - 10月 - 第19飛行団司令部を配置[2]。
- 1944年（昭和19年）7月 - 第19飛行団司令部が第12飛行師団司令部に昇格[2]。

※ 第4戦隊は本土防空飛行部隊として夜戦を含む練成にあたり、B-29による日本初爆撃である八幡空襲（1944年6月）に始まる本土防空戦に敗戦まで小月において従軍。
米軍
- 1948年（昭和23年）4月 - 米軍およびニュージーランド軍が駐留[2]。
- 1950年（昭和25年）3月 - 米軍、小月飛行場の接収を解除[2]。

警察予備隊小月訓練所
- 1950年（昭和25年）9月：警察予備隊小月訓練所開設[2]。
- 1951年（昭和26年）5月1日：小月部隊を母体として第4管区隊第11連隊（連隊本部および第1大隊）を編成。

保安隊小月駐屯地
- 1952年（昭和27年）10月15日：警察予備隊小月訓練所を保安隊小月駐屯地に改称[2]。
- 1954年（昭和29年）1月10日：第4管区航空隊が新編。

陸上自衛隊小月駐屯地
- 1954年（昭和29年）
  - 7月1月：

  1. 陸上自衛隊設置に伴い小月駐屯地が開設される[3][4]。
  2. 第11連隊を第11普通科連隊に称号変更。

  - 9月10日：

  1. 第4管区隊第17普通科連隊本部および第1大隊が編成。
  2. 第4管区航空隊が第4航空隊に改編。

  - 9月19日：第11普通科連隊が東千歳駐屯地へ移駐。
- 1955年（昭和30年）10月21日：第17普通科連隊本部および第1大隊が山口駐屯地へ移駐。
- 1956年（昭和31年）
  - 1月25日：西部方面航空隊が新編。
  - 11月26日：第4航空隊が目達原駐屯地に移駐。

陸上自衛隊小月駐屯地・航空自衛隊小月基地
- 1956年（昭和31年）4月1日 - 航空自衛隊へ移管[2]、航空自衛隊第1操縦学校が浜松基地から移転。
- 1957年（昭和32年）8月20日：

1. 西部方面航空隊が健軍駐屯地の詫麻原分屯地（旧熊本空港（旧陸軍健軍飛行場跡）[注 1]）に移駐。
2. 小月駐屯地が閉鎖[5]。

航空自衛隊小月基地
- 1959年（昭和34年）6月1日 - 第1操縦学校が第11飛行教育団に改称。
- 1964年（昭和39年）5月30日 - 第11飛行教育団が静浜基地へ移動。

海上自衛隊小月航空基地・航空自衛隊小月基地
- 1964年（昭和39年）
  - 7月25日 - 海上自衛隊へ移管（臨時小月派遣隊）[2]。
  - 8月1日 - 航空自衛隊小月基地を廃止[6]。

海上自衛隊小月航空基地
- 1965年（昭和40年）3月25日 - 小月教育航空群が新編。第201教育航空隊が鹿屋航空基地から移動[2]。
- 1968年（昭和43年）11月30日 - 第221教育航空隊が館山航空基地から移動[2]。
- 1980年（昭和55年）4月17日 - 小月救難飛行隊が新編[7]。
- 1997年（平成09年）3月24日 - 第221教育航空隊が小月教育航空隊に、第203支援整備隊が第201支援整備隊に改称[2]。
- 2008年（平成20年）3月26日 - 小月救難飛行隊が廃止（人員・機体は大村航空基地へ移動）。
- 2022年（令和04年）3月1日 - 海上自衛隊警務隊の改編により、佐世保地方警務隊小月警務分遣隊が小月警務班に改編[8]。

## 航空管制
| TWR  | 122MHz,126.2MHz,228.2MHz,236.8MHz,302.2MHz |
| ATIS | 245.8MHz                                   |

TWRを除く他の業務は航空自衛隊築城基地の築城管制隊が担当する。

## 航空保安無線施設
| 局名  | 種類  | 周波数   | 識別信号 |
| OZUKI | NDB   | 253.0KHz | OC       |
| OZUKI | TACAN |          | OCT      |

## 配置部隊
- 小月教育航空群
  - 小月教育航空隊：航空機操縦のための基礎教育（座学）を担当する部隊。防衛大学校及び一般大学の卒業者等からなる幹部候補生学校・一般幹部候補生課程修了者が入る「幹部航空基礎課程（12週）」と一般高等学校卒業者が入る「航空学生課程（1年4ヶ月）」の2種類の課程教育を実施している。
  - 第201教育航空隊：「固定翼基礎課程」として、T-5練習機を使って練習を行う。この課程を修了すると、将来の進路に応じて、第203教育航空隊（戦術航空士・下総航空基地）、第202教育航空隊（固定翼操縦士・徳島航空基地）、第211教育航空隊（回転翼操縦士・鹿屋航空基地）へと進む。
  - 第201整備補給隊
  - 小月航空基地隊
- 海上自衛隊警務隊
  - 佐世保地方警務隊
    - 佐世保地方警務隊本部
      - 小月警務班

## 航空祭
- 「スウェル・フェスタ」という名称で、毎年10月下旬の日曜に開催される。小月駅前から臨時バス（有料）の運行あり。
- 当基地所属の教官によるアクロバットチーム、ホワイトアローズの展示飛行が目玉である。
- 音楽演奏が充実している。

## その他
- 基地の食堂で提供される献立を全て公開している[9]。
- 基地の隊員が維新・海峡ウォークにおいて梯団旗による先導を担当している[10]。
- 昭和26年（1951年）10月のルース台風による被害に、山口県知事であった田中龍夫は県内に所在する警察予備隊の駐屯部隊に救援要請を出した。小月駐屯地にいた普通科第11連隊（現・陸上自衛隊第11普通科連隊）は指示を仰ぐために福岡県の第4管区総監部へ連絡を入れるが、第4管区総監部は首相から命令が出ておらず、また自然災害に警察予備隊が出動した前例がないため、これを認めなかった。連隊長は状況説明のために副連隊長を総監部へ送り副総監には却下されたものの総監へ直接報告を行い、総監が東京の警察予備隊総隊総監部へ連絡、さらに吉田茂首相へ出行要請が届くことで派遣が決定。これを教訓として災害派遣に関する規定が定められた[11]。

## 民間空港としての下関飛行場（下関空港）

### 地元要望を受け民間空港として着工
小月航空基地を構成する飛行場は当初、地元下関市や下関商工会議所などの要望を受け、逓信省所管の民間空港である下関飛行場（下関空港）として着工された。当時の大日本帝国内の空港は東京・大阪・福岡・蔚山・京城・大連・松江・富山・新潟・名古屋の10箇所であった一方、下関市は乗船客数が帝国内1位の海上交通の拠点であり、国際航空路の拠点としても適地という趣旨であった。
建設地の選定に当たっては前述の乗船との連絡も考慮して「出来得る限り都心や港心へ近接する地域」への建設が理想として要望されたが、下関要塞の指定区域なども踏まえて長府地区沿岸などの候補地から、最終的に王喜村沿岸部が選定された。1937年（昭和12年）に飛行場建設予算が割り当てられて着工、当初計画では建設費100万円を見込み、うち50万円を国庫、残る50万円を地元負担分として山口県と下関市で分担し、工期2箇年を予定していた。
航空路線の計画として、同時期に建設されていた大阪第二飛行場 - 米子飛行場 - 下関飛行場 - 福岡第一飛行場を結ぶ西日本の航空路線、大邱経由で満州方面と結ぶ国際航空路線が予定されたほか、市内アクセスとして下関駅前に営業所を設置し、連絡バスの運行も計画されていた。
飛行場開港に向けた地元の期待は大きく、同時期に刊行された『朝日年鑑 1940年版』は下関市の項にて飛行場の完成を控え「市勢の躍進は一層の期待をかけられている」と報じたほか、下関観光協会は『下関観光要覧 昭和十四年版』において建設中の「国際下関飛行場」を取り上げ「陸、海、空と立体連絡を完成する」と喧伝した。

### 開港直前の用途変更・陸軍への移管
逓信省は工事年度の予定を当初より短縮した上で飛行場の竣工を急いだが、完成を控えた1939年（昭和14年）夏、国際航空路から除外し練習飛行場とすることを表明。同省はこの理由について「要塞地帯に接するため国際客の輸送に適さない」「飛行機が大型時代に移行しつつあるため16万坪程度の飛行場では発着に不自由」「今後の航空路は東京湾を起点に要港上空を避けて四国路を飛行する」などと説明したが、前述のように要塞指定区域を考慮した上で建設され、建設費も地元が折半して負担した経緯などから下関市側は反発した。
実際に当時の福岡第一飛行場などは壱岐・対馬の要塞地帯上空を飛んでいたことから下関も条件は変わらないとして、下関市は同年8月3日に開いた下関市会の緊急市会において「大陸諸幹線往復枢要の空港として再建」を求め決議、意見書を逓信省、各大臣、企画院総裁、航空本部長、山口県知事に送達した。
1940年（昭和15年）3月、逓信省所管の飛行場として「下関飛行場」は開港し、式典で配布されたパンフレットにも民間航空利用のものとしての計画内容が掲載されていたが、その翌月である4月に帝国陸軍へ移管の上、下関陸軍飛行場に改称された。

### 戦後の民間空港誘致運動
その後は陸軍による飛行場拡張、戦後米軍による駐留を経て、接収解除後に下関市は公営空港としての活用を目指した。飛行場の所在地である王喜村では農地としての敷地払い下げ運動が起きていたが、利害が一致するとして同村も下関市の公営空港化運動に同調した。
1950年（昭和25年）、連合国軍最高司令官総司令部（GHQ）が日本国内の民間航空路開設を許可したことを受け、同じく山口県内で飛行場を有する岩国市、防府市とともに下関市は空港誘致運動を開始。第一次指定は東京・大阪・福岡など大都市地域に限定されたが、第二次指定において岩国と下関（小月）に民間航空路の開設が許可された。しかし、保安庁が当基地の全面使用を要求したことで軍用飛行場として存続することになった。
下関商工会議所ではその後も基地の共用化による民間航空路誘致を目指し、山口県が新規空港建設を計画した時期には1963年（昭和38年）5月、1964年（昭和39年）11月と続けて下関市長へ要望書を提出していたが、宇部空港の建設運動との兼ね合いもあり「下関空港」としての供用は叶わなかった。
後に対岸の北九州市を含めた関門地区の民間空港としては北九州空港がその役を担うことになるが、当基地の南約20キロの周防灘海上に新空港の建設が計画された際には防衛庁が「空域が重複する」として反発、この調整に年月を要した結果当初予定した「昭和70年代半ば」（1990年代後半）から遅れ、2005年（平成17年）の開港となった。